# SS City of Nagpur
«Сіті оф Нагпур» (англ. SS City of Nagpur) — британський пасажирський пароплав, побудований у 1922 році компанією Workman, Clark and Company у Белфасті на замовлення лондонської компанії Ellerman Lines Ltd. Був зареєстрований у Глазго. Затонув під час Другої світової війни у 1941 році.
У квітні 1941 року пароплав здійснював останній рейс з Глазго до Карачі через Фрітаун, Натал та Бомбей. Серед пасажирів були родини військовослужбовців Королівських ВПС, розміщених у тодішній Південній Родезії за програмою повітряної підготовки Британської імперії. Судно було озброєне 4-дюймовою гарматою, 12-фунтовою гарматою, одним «Бофорсом», двома кулеметами «Гочкисс», двома кулеметами «Севідж Льюїс» та двома ракетами PAC. Капітаном був Девід Ллевеллін Ллойд, і «Сіті оф Нагпур» перевозив без кораблів супроводу 468 осіб та 2184 тонни генерального вантажу.
28 квітня «Сіті оф Нагпур» та RFA Brown Ranger, що пливли на захід від острова Валентія, були помічені німецьким підводним човном U-75 під командуванням капітан-лейтенанта Гельмута Рінгельманна. U-75 атакував «Нагпур» о 06:08, а Brown Ranger — о 13:14, але обидва рази промахнувся. О 01:00 ранку 29 квітня підводний човен випустив ще одну торпеду по «Сіті оф Нагпур», яка влучила в машинне відділення з правого борту. Ллойд віддав наказ негайно залишити корабель і до 01:20 всі пасажири та екіпаж пересили в рятувальні шлюпки, загалом дев'ять. U-75 піднявся під час цих маневрів і відкрив кулеметний вогонь. Останніми покинули судно артилеристи, які безперервно вели у відповідь вогонь з передніх гармат «Бофорс». 4-дюймова гармата на кормі та сусідня 12-фунтова гармата не могли вразити корабель з такої близької відстані (120—150 м), а кулемети не стріляли, побоючись влучити в рятувальні шлюпки. Невдовзі після 01:30, коли Ллойд останнім покинув корабель, U-75, обійшовши судно, випустив другу торпеду, яка влучила в трюм № 2, ближче до носа та з лівого борту.
Коли рятувальні шлюпки відійшли на значну відстань, U-75 відійшов приблизно за чверть милі та випустив від 12 до 15 снарядів по надбудові судна. Близько 03:30 стався сильний вибух, ймовірно влучила третя торпеда. «Сіті оф Нагпур» швидко осіло, а потім затонуло.